# Tadeusz Rolke

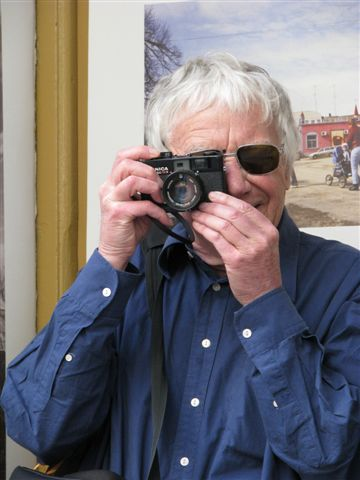
Tadeusz Rolke (2008)

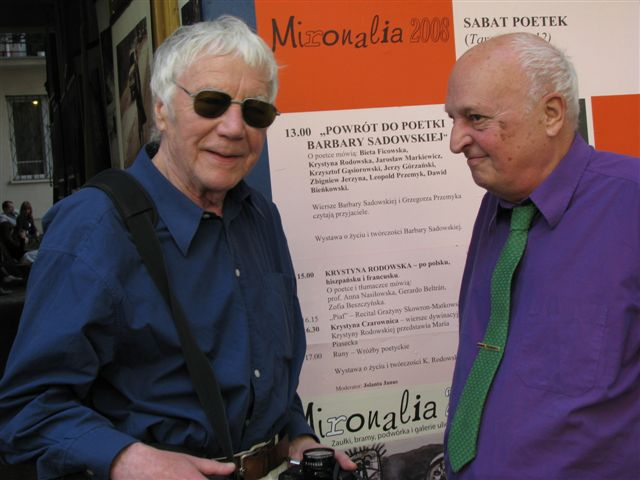
Tadeusz Rolke s Lechem Emfazy Stefańskim během "Mironalia" (Varšava, 15. června 2008)

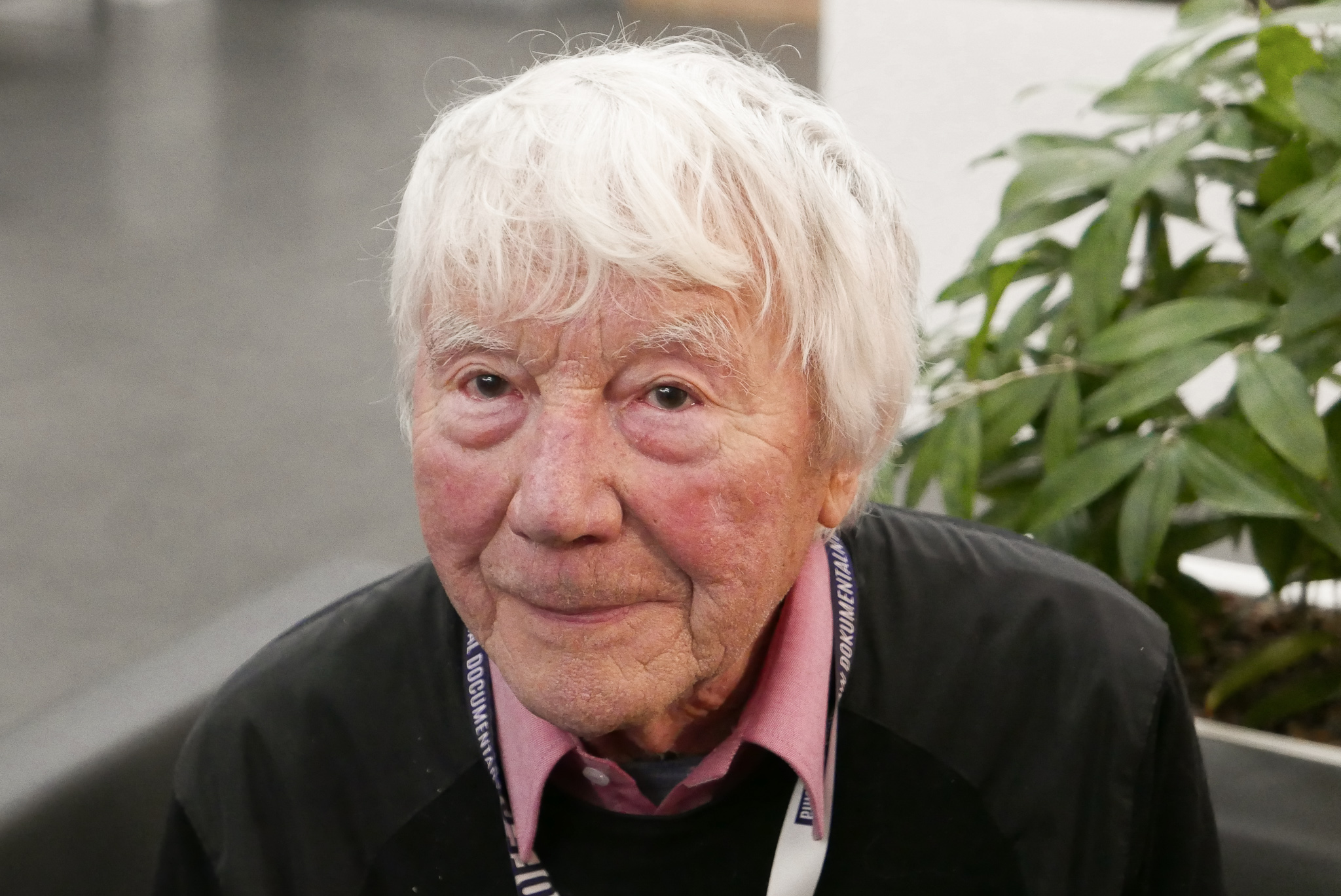
Tadeusz Rolke (2018)

Tadeusz Rolke (24. května 1929 Varšava – 14. července 2025) byl polský umělecký fotograf, průkopník polské reportážní fotografie. Během druhé světové války byl členem Šedých řad (Szare Szeregi) a účastnil se Varšavského povstání jako styčný důstojník pod pseudonymem „Wilk“. Po válce studoval dějiny umění na Katolické univerzitě v Lublinu a Varšavské univerzitě. V 60. letech pracoval pro týdeník „Stolica“ a měsíčník „Polska“, kde dokumentoval polskou realitu a umělecký život. V letech 1970 až 1980 žil v Německu a spolupracoval s časopisy jako „Stern“, „Der Spiegel“ a „Die Zeit“. Jeho všestranná tvorba zahrnuje fotožurnalistiku, módní fotografii a kreativní fotografii. V průběhu let nashromáždil archiv téměř 50 000 negativů a Muzeum moderního umění ve Varšavě zveřejňuje online archiv přibližně šesti tisíc jeho fotografií. Jeho díla byla vystavena na řadě výstav v Polsku i v zahraničí.

## Životopis
Narodil se jako syn Tadeusze Rolkeho, administrativního ředitele varšavské radnice, a Zofie Rolke. Navštěvoval základní školu Heleny Chełmońské ve Varšavě a po vypuknutí druhé světové války pokračoval ve vzdělávání v tajném školství. Byl členem Šedých řad a účastníkem Varšavského povstání v Mokotów Dolny (krycí jméno „Wilk“). Po 2. září 1944 byl poslán do tranzitního tábora v Pruszkówě, poté byl deportován na nucené práce hluboko do Německa: přes tranzitní tábor ve Frankfurtu nad Odrou byl poslán na práce do vesnice Dobbrikow v Braniborsku. Poté byl německou správou vyslán do okolí Chwalimu v obci Kargowa a později do Mościska u Sierpce. Evakuován do Pruszcze Gdańského, dožil se vstupu Rudé armády do Nového přístavu v Gdaňsku, odkud se v dubnu 1945 vrátil do Varšavy.
Studoval na gymnáziu Huga Kołłątaje ve Varšavě a poté na gymnáziu Tadeusze Reytana. Na Varšavskou univerzitu nebyl přijat kvůli nevhodnému sociálnímu zázemí. Krátce studoval filozofii a poté dějiny umění na Katolické univerzitě v Lublinu. Byl přijat do druhého ročníku dějin umění na Historické fakultě Varšavské univerzity.
V roce 1952 byl zatčen na základě obvinění vykonstruovaných Bezpečnostní kanceláří a prokuraturou, která se týkala účasti ve „zločinecké organizaci“ vedené Władysławem Jaworským, působící pod názvem „Hnutí univerzalistů“. Tato organizace se údajně snažila svrhnout státní systém. Byl také obviněn z přechovávání materiálů považovaných za škodlivé pro stát – v tomto případě brožury vypůjčené z amerického velvyslanectví. Od června 1952 do srpna 1953 byl držen ve věznici známé jako „Toledo“, která se nacházela na ulici Ratuszowa ve Varšavě. Okresní vojenský soud ho následně odsoudil k sedmi letům vězení. Nejprve byl převezen do věznice Barczewo, kde strávil dva měsíce, a poté do věznice v Iławě. V září 1954 se díky amnestii vrátil do Varšavy. Považán za nepřítele Lidového státu mu nebylo dovoleno pokračovat ve studiu. Při hledání zaměstnání nastoupil do Polských optických závodů na ulici Owsiana ve Varšavě, kde několik měsíců pracoval jako pracovník ve fototechnické laboratoři.

## Profesionální kariéra
Jeho tvorba začala v 50. letech 20. století. Prostřednictvím své fotožurnalistiky se snažil reflektovat polskou realitu a vytvářet intervenční reportážní fotografii. Zkoumal mimo jiné životní podmínky Romů ve městech v okolí Varšavy. Dokumentoval také umělecký život v hlavním městě. Publikoval v týdenících Stolica a Świat a měsíčnících Polska a Ty i Ja. Fotografoval módu pro časopis Przekrój, který poté vycházel v Krakově. Od roku 1970 žil v exilu v Německu. Jeho díla se objevila v časopisech Stern, Die Zeit, Der Spiegel a Art. Do Polska se vrátil v 80. letech. Je autorem fotografických výstav, včetně „Świat to teatr“ (Svět je divadlo), „Przemoc, seks, nostalgie“ a dalších. Předsedal porotě Polské novinářské fotografické soutěže '99. Spolupracoval s časopisem „Gazety Wyborczej“ a přednášel na Fakultě žurnalistiky Varšavské univerzity a na Varšavské škole fotografie Mariana Schmidta. Byl spoluzakladatelem nakladatelství „edition.fotoTAPETA“ se sídlem ve Varšavě a Berlíně.
V srpnu 2024 byla ve Varšavě založena Nadace Tadeusze Rolkeho (předsedkyně správní rady: Małgorzata Zaremba). Jejím posláním je zachovat umělecký odkaz fotografa. Nadace archivuje jeho díla, reprezentuje, šíří a zpřístupňuje je širokému publiku – v tuzemsku i v zahraničí. Cílem nadace je dále podporovat, chránit a propagovat polskou kulturu se zvláštním důrazem na fotografii a také prosazovat myšlenku tolerance a kultury dialogu ve veřejném životě.
Jeho fotografické výstavy se konaly mimo jiné v Centru současného umění zámku Ujazdowski ve Varšavě (1997, 2009), Nadaci galerie Foksal ve Varšavě (2003), Muzeu současného umění MOCAK v Krakově (2013), Ústřední akademii dramatu v Pekingu (2015), Centru městských dějin ve Lvově (2016), Sesc Consolaçao v Sao Paulu (2015), Národním muzeu umění Číny v Pekingu (2015), Domě setkání historie ve Varšavě (2019), Centru pro setkání kultur v Lublinu (2023) a Galerii Le Guern ve Varšavě (2025).
Byl jednou ze dvou hlavních postav v dokumentárním filmu Dziennik z podróży (Zápisník cesty) režiséra Piotra Stasika (2013). Ztvárnil také epizodní filmové role: sebe sama ve filmu Władek a Halinka (součást cyklu Planeta singli. Osm příběhů; režie Mateusz Głowacki, 2021) a seniora v parku ve filmu Przepiękne! (polská adaptace scénáře německého filmu Wunderschön z roku 2022; režie Katia Priwieziencew, 2025).

Byl členem Asociace polských uměleckých fotografů.

## Soukromý život
Byl ženatý mimo jiné s historičkou umění Wiesławou Bąblewskou (1930–2017). Měl dceru Judytu a vnučku Małgorzatu. Žil ve varšavské čtvrti Mokotów.

## Knižní publikace
- Američtí umělci – Polsko 1964–1965. Výstava na americkém velvyslanectví ve Varšavě. 24. května – 10. června 1965 (fotograf; katalog výstavy; Velvyslanectví Spojených států amerických, Varšava 1965)
- Tadeusz Rolke – Fotografoval jsem 60. léta [a nejen je]. 17. 6.–14. 9. 1997 Piwnice Zamku / Zámecký sklep (katalog výstavy; text v polštině a angličtině; kurátor Marek Grygiel ; překlad Krzysztof Wojciechowski; Centrum současného umění zámku Ujazdowski, Varšava 1997)
- Edward Krasiński (autor fotografií; katalog výstavy v polštině a angličtině; kurátor a autor textu: Stefan Szydłowski; překlad: Joanna Holzman; Galeria Arsenał, Białystok 1998) , ISBN 8386662816)
- Tadeusz Rolke Photographs 1944–2005 / Photography 1944–2005 (editor Beata Majchrowska; Foksal Gallery Foundation – Revolver, Varšava – Frankfurt nad Mohanem 2006, ISBN 83-89302-03-9)
- Žena je... (text: Andrzej Poniedzielski ; Knihovna Gazeta Wyborcza, Varšava 2008 ,ISBN 978-83-7552-180-1)
- Byli jsme tady. Poslední stopy ztracené kultury (fotograf; eseje Simona Schamy, úvod Felixe Tycha, texty Abrahama Joshuy Heschela ; vydání.fotoTAPETA 2008) ISBN 978-83-61072-03-4)
- Tadeusz Rolke (nakladatelství BoSz Szymanik and Partners, Olszanica 2015, ISBN 978-83-75762-25-9)
- Tadeusz Rolke. Moje vášeň. Mistr fotografie v rozhovoru s Małgorzatou Purzyńskou (Nakladatelství Agora, Varšava 2016)
- Tadeusz Rolke. Varšavské fotografie (History Meeting House, Varšava 2019) ISBN 978-83-66068-07-0)
- Tadeusz Rolke. V barvě = v barvě (Nakladatelství BoSz, Olszanica 2019, ISBN 978-83-75764-50-5)
- Byli jsme zde. Tadeusz Rolke (text v polštině a angličtině; kurátor Marek Grygiel; úvod Paweł Smoleński ; kurátor Tamara Pieńko; překlad Janusz Ochab ; editor Ewa Woźniak; S on pro Art Publishing House, Varšava 2021, ISBN 978-83-96181-60-2)

## Ocenění a vyznamenání
Dne 25. listopadu 2009 mu byla udělena Zlatá medaile za zásluhy o kulturu – Gloria Artis. Rozhodnutím prezidenta ze dne 15. července 2019 mu byl udělen Rytířský kříž Řádu znovuzrozeného Polska „za mimořádné zásluhy o nezávislost Polské republiky“. Sdružení autorů ZAiKS mu udělilo Cenu ke 100. výročí ZAiKS (2019), zvláštní cenu a čestné členství (2020). V roce 2021 mu byla na Interdisciplinárním uměleckém festivalu Miasto Gwiazd udělena Zlatá cena artKciuk 2021.

## Galerie

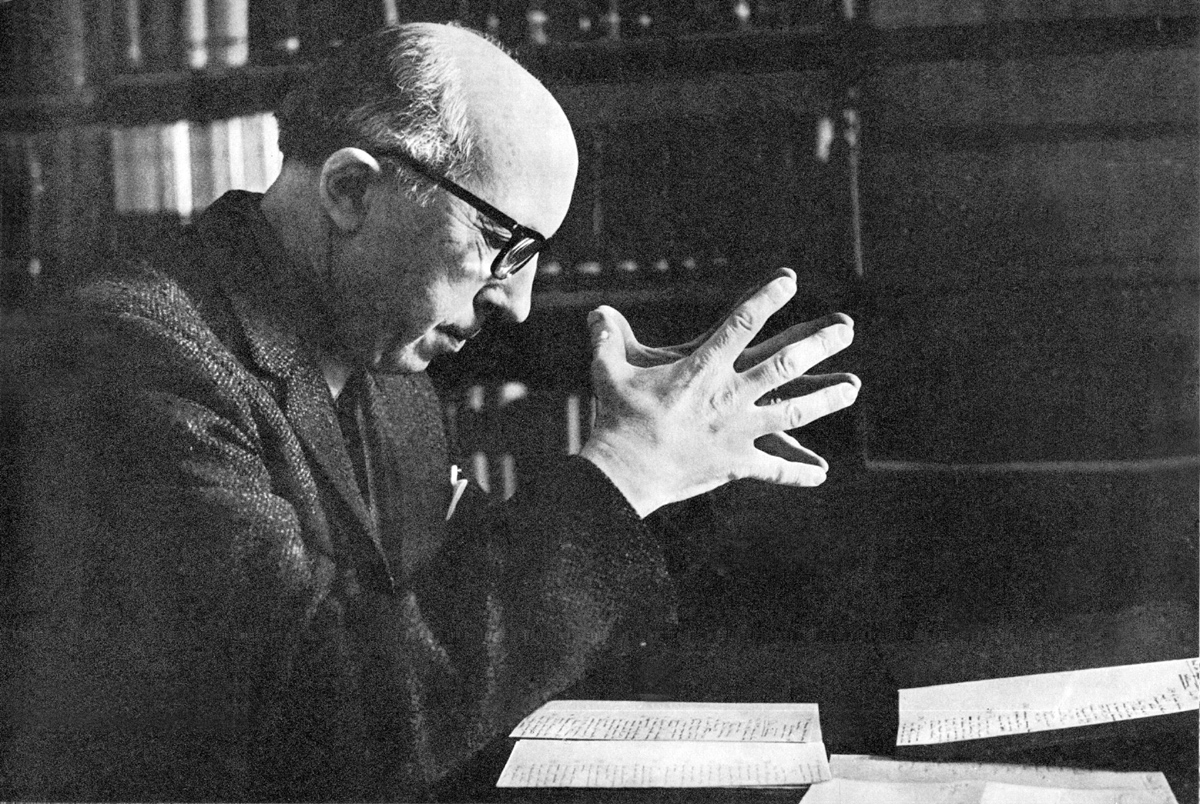
Stefan Swiezawski, polský filosof, 1978
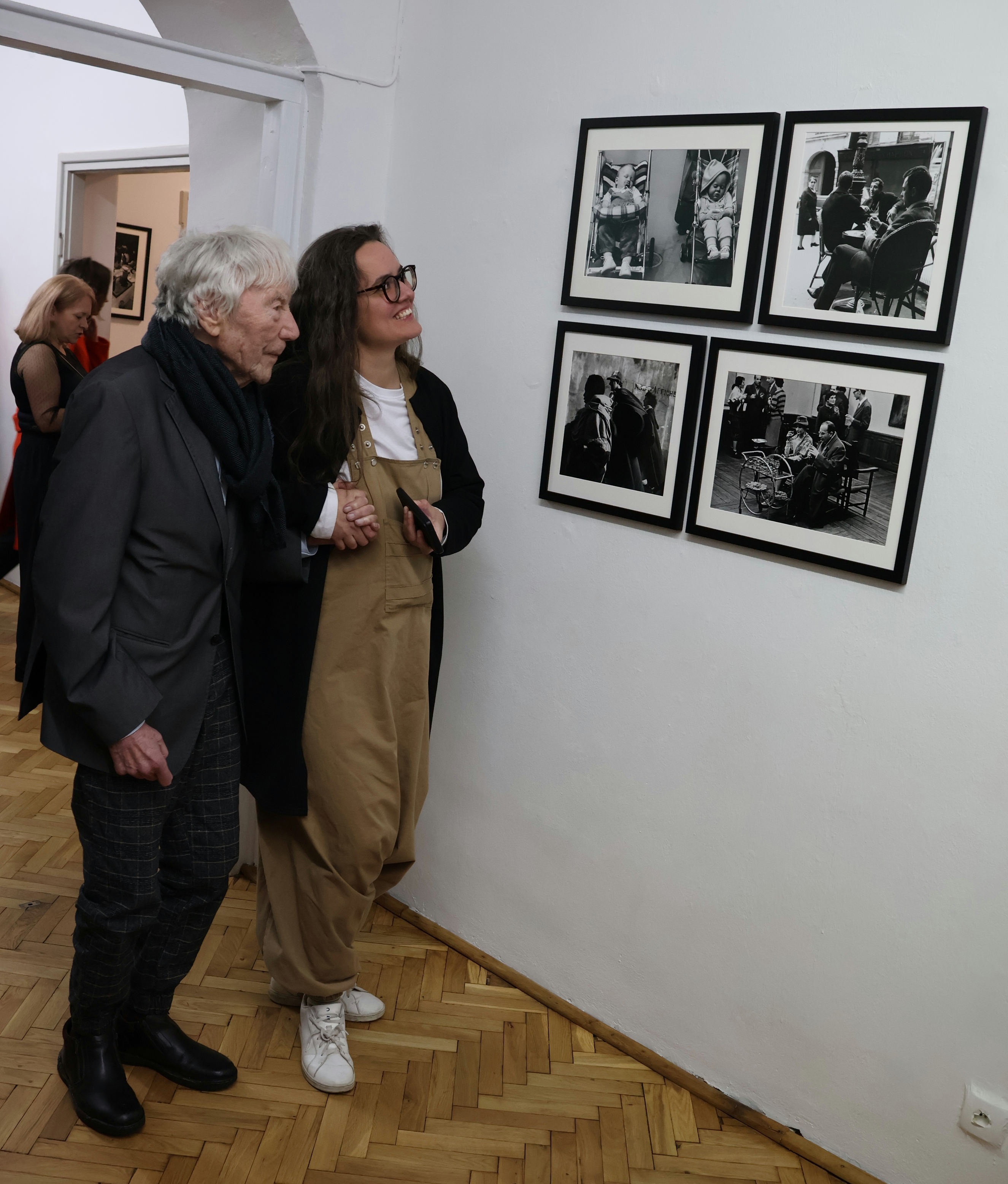
Tadeusz Rolke na své výstavě, Varšava, březen 2025